# Adam Meskó
Adam Meskó (* um 1665; † 1734) war ein ungarischer Jurist, Freiherr und Grundherr.

## Herkunft und Karriere
Die Familie Meskó stammte aus dem niederen Adel bzw. Beamtenadel Oberungarns, der heutigen Slowakei. Deren Geschichte wird Ende des 17. Jahrhunderts mit dem Brüderpaar Adam und Jakob Meskó greifbar, denen im Juli 1721 der ungarische Freiherrntitel verliehen wird. Adam Meskó, ein ausgebildeter Jurist mit Doktorgrad, war Ende des 17. Jahrhunderts als esterházyscher Offizial in der Herrschaft Landsee-Lackenbach tätig. Wo und wann er seine Ausbildung zum Juristen abgeschlossen hat, ist unsicher; jedenfalls war er im Studienjahr 1685/86 als Externer an der Jesuiten-Universität in Tyrnau immatrikuliert.
Im weiteren Verlauf seines Lebens und spätestens mit Beginn des 18. Jahrhunderts sollte er dann verschiedene Ämter innerhalb der ungarischen Landesverwaltung bzw. der ungarischen Hofkammer innehaben, wobei er aber stets in einem besonders nahen Verhältnis zu Paul I. Esterházy verblieb. Im Jahr 1701 war Meskó Causarum Regalium Vice-Director in der königlich-ungarischen Hofkammer. Ein Jahr später war er bereits Direktor Causarum Regalium. Im Februar des Jahres 1712 befand sich Meskó unter jenen 28 Personen, die sich als Vertreter der ungarischen Stände zu einer Audienz am Wiener Hof eingefunden hatten. Anlass war die kurz zuvor erfolgte Krönung Karls VI. zum römisch-deutschen Kaiser in Frankfurt am Main. Dabei gratulierte die ungarische Delegation – angeführt vom Primas des Königreichs Ungarn, dem Kardinal-Erzbischof von Gran Christian August von Sachsen-Zeitz und dem Palatin Fürst Paul I. Esterházy – dem Kaiser nicht nur zur erfolgten Krönung und glücklichen Rückkehr nach Wien, sondern lud ihn auch zur Krönung als König von Ungarn ein. Dr. Adam Meskó (D. Adamus Mesko) wird hierbei mit seiner offiziellen Bezeichnung als Protonotar des Palatins (Proto-Notarius Palatinalis) vorgestellt, einem hohen Amt, welches er in jenen Jahren innehatte; daneben war er auch Rat ihrer Majestät (Suae Majestatis Consiliarius). 1713 war Meskó Palatinalrichter und galt in der ungarischen Hofkammer als einflussreiche Persönlichkeit. Im Jahr 1723 war Baron Adam Meskó Kanzleidirektor der königlich-ungarischen Hofkammer (Baro Adamus Mesko, Cancellariae Director). Im Jahr 1730 wurde Adam Meskó zum Ritter des Goldenen Sporns (aranysarkantyús vitéz) ernannt.

## Adam Meskó als Grundherr
Adam Meskó erwarb im Jahre 1708 Nikitsch mit dem Kastell Gálosháza (dem heutigen Nikitscher Schloss) durch Kauf vom Fürsten Esterházy. Nikitsch-Gálosháza sollte zum Zentrum der Grundherrschaft Adam Meskós werden, wobei er im Ödenburger Komitat noch weitere Besitzungen innehatte, etwa den Ort Draßburg, ein Stadthaus in Ödenburg/Sopron sowie diverse Weingärten in Deutschkreutz und Ödenburg. Um die Einkünfte aus der Grundherrschaft zu steigern und nicht zuletzt aufgrund der Nähe zu Nikitsch war Meskó an einer Vergrößerung seines Besitzes unter Einschluss von Kroatisch Minihof interessiert. Im Jahre 1710 verpfändete daher Fürst Paul I. Esterházy den Ort Kroatisch Minihof um 8600 ungarische Gulden an Adam Meskó und dessen Gattin Maria Kürtössy – zunächst auf zehn Jahre. Tatsächlich sollten die Nikitscher Meskós Kroatisch Minihof bis in die 2. Hälfte des 18. Jahrhunderts hinein als Pfandgut innehaben. Für die Versorgung seiner Nikitscher Residenz mit Lebensmitteln, aber auch mit Textilien und Luxusartikeln beauftragte Adam Meskó jüdische Großhändler als Lieferanten – zuletzt den Koppel Deutsch, der als hoffjud bzw. livrant von baron Mesko bezeichnet wurde.
Während Adam seine Besitzungen im Ödenburger Komitat hatte, konzentrierten sich die Güter seines Bruders Jakob in Oberungarn, der heutigen Slowakei. Im Jahr 1717 erwarb dieser den Ort Széplak, heute Krásna nad Hornádom, einem Stadtteil von Košice in der Ostslowakei, wodurch sich die Familie ab dann Meskó von Széplak nannte. 1744 sollte Jakobs Gattin Barbara, damals schon verwitwet, vom Fürsten Lobkowitz den Ort Enyiczke – heute Haniska, rund 13 km von Košice entfernt – käuflich erwerben. Somit nannte sich die Linie nach Jakob Meskó ab 1744 von Széplak und Enyiczke.

## Familie
Adam Meskó war verheiratet mit Anna Maria Kürtössy, der Tochter des Georg Kürtössy und dessen Gattin Susanna, geb. Kersnarich. Dieser Ehe entsprossen zwei Töchter, Anna Theresia und Eva Maria, welche nach seinem Tod im Jahr 1734 seine Besitzungen erbten und aufteilten. Kroatisch Minihof und Nikitsch fielen zunächst an Anna Theresia, nach deren Tod um 1740 – da sie keine Nachkommen hatte – zusammen mit allen anderen Besitzungen nach Adam Meskó an die nunmehrige Alleinerbin Eva Maria. Diesen Besitz brachte letztere ihren jeweiligen Gatten in die Ehen mit, und deren waren insgesamt vier, wobei allerdings erwähnt werden soll, dass alle vier Ehen kinderlos blieben.

## Titeln, Amtsbezeichnungen und Nobilitierungen des Adam Meskó
1701: Causarum Regalium Vice-Director
1702: Direktor Causarum Regalium
1712: Protonotar des Palatins und Rat ihrer Majestät
1713: Palatinalrichter
1721: Erhebung in den ungarischen Freiherrnstand
1723: Kanzleidirektor
1730: Ernennung zum Ritter vom Goldenen Sporn